# Aeroportul Regional Northwest Arkansas
Aeroportul Regional Northwest Arkansas (IATA: XNA, ICAO: KXNA, FAA LID: XNA) este un aeroport din Comitatul Benton, Arkansas, Arkansas, Statele Unite ale Americii ce deservește zona Fayetteville. Aeroportul a fost tranzitat în 2019 de 1.782.474 de pasageri. A fost deschis în 1998.
Situat la o altitudine de 392 m, aeroportul dispune de 2 piste.

## Infrastructură

### Piste
Aeroportul dispune de 2 piste. Pista 16/34 are suprafața de beton și dimensiunile 8.800 picioare × 150 picioare. Pista 17/35 are suprafața de beton și dimensiunile 8.800 picioare × 150 picioare. 